# Хофф, Макс
Макс Хофф (нем. Max Hoff; 12 сентября 1982, Тройсдорф, Германия) — немецкий байдарочник, олимпийский чемпион (2016), многократный чемпион мира, чемпион Европы, бронзовый призёр Олимпийских игр 2012 года, победитель Олимпийских игр 2016 года и I Европейских игр 2015 года.
Выступает на дистанциях 1000 и 5000 метров. Шестикратный чемпион мира. Первую награду мирового первенства выиграл в 2009 году на дистанции 1000 метров на байдарке-одиночке. В 2010 году он завоевал на байдарке-одиночке золото (1000 метров) и серебро (5000 метров) чемпионата мира.
Наиболее результативным у Макса Хоффа получился 2011 год. На чемпионате мира в венгерском Сегеде он два раза поднимался на высшую ступень пьедестала почёта — 5000 метров байдарка-одиночка и 1000 метров байдарка-четвёрка. С чемпионата Европы в Белграде Макс привёз золотую и серебряную медали в дисциплинах 1000 метров байдарка-одиночка и 1000 метров байдарка-четвёрка, соответственно.